# Rettenbachklamm
Rettenbachklamm är en ravin i Österrike.   Den ligger i förbundslandet Steiermark, i den östra delen av landet, 140 km sydväst om huvudstaden Wien. Rettenbachklamm ligger 493 meter över havet.
Terrängen runt Rettenbachklamm är kuperad åt nordväst, men åt sydost är den platt. Terrängen runt Rettenbachklamm sluttar söderut. Runt Rettenbachklamm är det ganska tätbefolkat, med 124 invånare per kvadratkilometer.. Närmaste större samhälle är Graz, 6,1 km söder om Rettenbachklamm. 
I omgivningarna runt Rettenbachklamm växer i huvudsak blandskog.